# Scenario
"Scenario" é o terceiro single do grupo estadunidense de rap A Tribe Called Quest para o álbum The Low End Theory, com a participação de Leaders of the New School de Busta Rhymes. Lançado no formato 12" single, "Scenario" ocupa o A-side, enquanto "Butter" está no B-side.

## Samples
- "Oblighetto" de Jack McDuff
- "Give It Up" de Kool & the Gang
- "Little Miss Lover" de Jimi Hendrix
- "Blind Alley" de The Emotions
- "Ecstasy" de Ohio Players

## Paradas musicais
| Paradas (1992)                          | Posição topo |
| --------------------------------------- | ------------ |
| U.S. Billboard Hot 100                  | 57           |
| U.S. Hot Dance Music/Maxi-Singles Sales | 34           |
| U.S. Hot R&B/Hip-Hop Singles & Tracks   | 42           |
| U.S. Hot Rap Singles                    | 6            |